# 京王アカウンティング
株式会社京王アカウンティング（けいおうアカウンティング）は、東京都調布市の株式会社。京王グループに属し、グループ各社に対して、経理・会計業務、連結決算・ディスクローズ業務、資金の受け入れ及び貸付、リース業務を執り行う。

## 概要
2018年10月現在、京王グループ52社に対して事業を展開している。

## 社史
- 2000年6月1日 「株式会社京王アカウンティング」設立。